# Lonely Planet
Lonely Planet este cea mai mare editură de ghiduri de călătorie din lume, fiind deținută de trustul BBC Worldwide, care a achiziționat un pachet de 75% din acțiunile sale de la fondatorii Maureen și Tony Wheeler în 2007, și apoi restul de 25% în februarie 2011. Inițial denumită Lonely Planet Publications, compania și-a schimbat numele în „Lonely Planet” în iulie 2009 pentru a reflecta oferta sa largă și accentul pe produsele digitale. După Let's Go Travel Guides, ea este una dintre primele serii de ghiduri de călătorie destinate călătorilor cu rucsacul și altor tipuri de călători low-cost. În 2010, ea a publicat circa 500 de titluri în 8 limbi, precum și programe TV, o revistă, aplicații pentru telefoane mobile și website-uri.
Lonely Planet își are sediul în Footscray, o suburbie a orașului Melbourne, Australia, având filiale la Londra și la Oakland, California.
Numele companiei provine de la o replică greșit înțeleasă din cântecul „Space Captain”, scris de Matthew Moore și popularizat pentru prima oară de Joe Cocker și Leon Russell în turneul „Mad Dogs & Englishmen” din 1970. Versurile spun de fapt „lovely planet”, dar Tony Wheeler a înțeles la început „lonely planet” și i-a plăcut.